# Hwang Jang-lee
Hwang Jang-lee (koreanisch 황정리; * 21. Dezember 1944 in Aomori, Japan) ist ein südkoreanischer Kampfkünstler und Schauspieler, der insbesondere durch seine Rollen in Martial-Arts-Filmen der 1970er und 1980er Jahre bekannt wurde. Er gilt als einer der besten Künstler des Genres und wurde auch als „King of the Legfighters“ oder „Thunderleg“ bezeichnet.

## Leben
Hwang wurde 1944 als Sohn koreanischer Eltern in Japan geboren, wuchs jedoch in Südkorea auf. Bereits im Alter von 14 Jahren begann er mit dem Taekwondo-Training. Mit 21 Jahren hatte er den 7. Dan erreicht. Im Jahr 1965 diente er als Taekwondo-Ausbilder für die südkoreanische und südvietnamesische Armee während des Vietnamkriegs. Später wurde ihm der 9. Dan in Taekwondo und Tang Soo Do verliehen.

## Filmkarriere
Sein Filmdebüt gab er 1974 in einem koreanischen Martial-Arts-Film. 1976 wurde er vom Hongkonger Produzenten Ng See-yuen entdeckt und übernahm eine Rolle im Film The Secret Rivals. Internationale Bekanntheit erlangte er durch seine Darstellung der Bösewichte in den Filmen Die Schlange im Schatten des Adlers (1978) und  Drunken Master (1978) an der Seite von Jackie Chan. Dort spielte er u. a. den Antagonisten „Thunderleg“ (deutsch: Donnerbein).
1981 führte Hwang Regie bei Hitman in the Hand of Buddha, in dem er auch die Hauptrolle übernahm. In den 1980er Jahren trat er regelmäßig in Hongkong-Produktionen auf, darunter Ninja in the Dragon’s Den (1982) und Game of Death II (1981).

## Spätere Jahre
Nach seinem Rückzug aus dem Filmgeschäft in den 1990er Jahren betrieb Hwang unter anderem ein Hotel und eine Sicherheitsfirma in Seoul. 2009 kehrte er für einen Gastauftritt in der südkoreanischen TV-Serie The Return of Iljimae kurzzeitig zur Schauspielerei zurück. Er ist weiterhin in der Martial-Arts-Szene aktiv und als technischer Berater für die World Tang Soo Do General Federation tätig.

## Filmografie (Auswahl)
- 1976: The Secret Rivals – als Silver Fox
- 1978: Die Schlange im Schatten des Adlers – als Sheng Kuan
- 1978:  Drunken Master – als Thunderleg
- 1981: Hitman in the Hand of Buddha – Regie und Hauptrolle
- 1981: Game of Death II
- 1982: Ninja in the Dragon’s Den
- 1991: Street Soldiers